# Parias hageni
Parias hageni är en ormart som beskrevs av Lidth de Jeude 1886. Parias hageni ingår i släktet Parias och familjen huggormar. IUCN kategoriserar arten globalt som livskraftig. Inga underarter finns listade i Catalogue of Life.
Arten förekommer på Malackahalvön i Indonesien och Thailand. Den lever i låglandet och i lummiga områden upp till 300 meter över havet. Parias hageni vistas i fuktiga skogar.
Ormen är aktiv på natten och jagar ödlor samt groddjur.